# Simon Martirosyan
Simon Martirosyan (in armeno Սիմոն Մարտիրոսյան?; Haykashen, 17 febbraio 1997) è un sollevatore armeno vincitore della medaglia d'argento olimpica nella categoria 105 kg ai Giochi di Rio de Janeiro 2016.

## Palmarès
- Giochi olimpici

Rio de Janeiro 2016: argento nei 105 kg.
Tokyo 2020: argento nei 109 kg.
- Mondiali

Aşgabat 2018: oro nei 109 kg.
Pattaya 2019: oro nei 109 kg.
Tashkent 2021: bronzo nei 109 kg.
- Europei

Førde 2016: bronzo nei 105 kg.
Spalato 2017: oro nei 105 kg.
Batumi 2019: oro nei 109 kg.
Erevan 2023: bronzo negli oltre 109 kg.
Sofia 2024: argento negli oltre 109 kg.
Chișinău 2025: argento nei 109 kg.
- Giochi olimpici giovanili

Nanchino 2014: oro nei +85 kg.